# 알폰소 에레라
알폰소 에레라(Alfonso Herrera, 1983년 8월 28일 ~ )는 멕시코의 가수이자 배우로, RBD의 일원이다.

## 출연 작품
- REBEL MOON: 파트 1 불의 아이 (2023)
- 댄스 오브 더 41 (2020)
- 더 초즌 (2016)
- 엑소시스트 (2016)
- 센스8 (2015)
- 더 퍼펙트 딕테이터쉽 (2014)
- 퍼펙트 오비디언스 (2014)
- 에스펙트로 (2013)
- 러빙 유 허츠 (2002)